# Рудный (Башкортостан)
Рудный (баш. Рудный) — деревня в Благовещенском районе Республики Башкортостан Российской Федерации. Входит в состав Тугайского сельсовета. 

## География

### Географическое положение
Расстояние до:
- районного центра (Благовещенск): 54 км,
- центра сельсовета (Тугай): 110 км,
- ближайшей ж/д станции (Загородная): 33 км.

## История
Поселок был образован в первой половине 1920-х жителями села Дмитриевки, расположен на западной стороне от реки Белой. В 1930-е годы поселок вошел в колхоз "Луговой", в 1950 году - в колхоз имени Жданова. С 1930-х годов и до конца советского периода входил в состав Николаевского сельсовета. Некоторое время в поселке функционировала  начальная школа. 

## Население
| 2002 | 2009 | 2010 |
| ---- | ---- | ---- |
| 41   | ↘34  | ↘26  |

Согласно переписи 2002 года, преобладающие национальности — русские (54 %), башкиры (27 %).
В 1939 году насчитывалось 176 человек, в 1969 - 131, в 1989 - 30.